# Emily Sartain
Emily Sartain (født 17. marts 1841, død 17. juni 1927) var en amerikansk maler og grafiker. Hun var den første kvinde i Europa og USA, der arbejdede med mezzotinte-dybtryksteknikken, og hun var den eneste kvinde, der vandt en guldmedalje ved Centennial Exhibition 1875 i Philadelphia. Sartain blev nationalt anerkendt som kunstpædagog og var direktør for Philadelphia School of Design for Women 1866-1920. Også hendes far, John Sartain, og tre af hendes brødre, William, Henry og Samuel, var kunstnere. Før hun studerede på Pennsylvania Academy of the Fine Arts og udenlands, havde hendes far taget hende på den store Europa-dannelsesrejse. Hun var med til at oprette New Century Club for arbejdende og uddannede kvinder, for The Plastic Club for professionelle kvindelige kunstnere samt The Three Arts Club.

## Baggrund og opvækst
Emily Sartain var det femte af en søskendeflok på otte, børn af John Sartain, en kendt grafiker fra Philadelphia samt udgiver af bladet Sartain's Magazine, og Susannah Longmate Swaine Sartain.
I 1858 afsluttede Emily Sartain sin skolegang på Philadelphia Normal School og fortsatte derefter som lærer indtil sommeren 1862. Faderen underviste sin datter i kunst, heriblandt mezzotinte-teknikken, som han havde genoplivet; teknikken var populær i England og resulterede i tryk af høj kvalitet baseret på malerier. John Sartain gik ind for lige muligheder for kvinder og mænd, og han opmuntrede sin datter til at få sig en karriere. Han tog lån i huset og gav hende en "gentlemans uddannelse" i kunstens verden ved at tage hende med på dannelsesrejse til Europa fra først på sommeren 1862. De begyndte turen i Montreal og Québec, hvorefter de sejlede til Europa. Emily var begejstret for det engelske landskab, den gamle verdens byer, især Edinburgh og Firenze, Louvre, italienske renæssancemalerier samt kunstnere som forfatteren Dante og grafikeren Elena Perfetti. Hun rejste til Venedig for at besøge forfatteren William Dean Howells og hans hustru Elinor Mead Howells, der var maler. På denne tur besluttede Sartain sig for selv at blive kunstner. På deres rejse erfarede de, at Emilys bror, William, havde meldt sig til at kæmpe i den amerikanske borgerkrig (1861-1865), og senere hastede de hjem, da de fandt ud af, at Sydstatshæren havde nået Chambersburg, Pennsylvania, blot cirka 250 km fra Philadelphia.
Fire af John og Susannah Sartains børn blev kunstnere (malere og grafikere): Samuel (1830-1806), Henry (1833-1895), William (1843-1925) og Emily, og en række af deres efterkommere fulgte i deres fodspor. Emily Sartain brugte sin far som sparringspartner gennem sin karriere og fik nytte af hans støtte og forbindelser. Hun fortsatte den mezzotinte-dybtryksteknik, som han havde lært hende. Hun boede hos sine forældre, også som voksen, og tog sig af dem i deres alderdom. I 1886 flyttede hendes forældre ind til sig i hendes embedsbolig på Philadelphia School of Design for Women.
- John Sartain, Emilys far
- John Sartain sammen med tre af sine børn, Henry, William og Emily, i 1868
- Emily Sartain, ca. 17 år, 1868

### Uddannelse
Som portrætmaler og grafiker modtog Emily Sartain undervisning af Christian Schussele og sin far, John Sartain, på Philadelphia Academy of the Fine Art. Her mødte hun også Thomas Eakins, som hun indgik, hvad historikeren Henry Adams omtaler som Eakins "første kendte kærlighedsforhold" med. Forholdet endte, da Eakins rejste til Paris for at studere kunst og bukkede under for, hvad Sartain beskrev som "storbyens fristelser", samtidig med at Sartain kom til at interessere sig for kvinders rettigheder. De to forblev dog venner for livet.
- Thomas Eakins, cirka 1882
- Thomas Eakins: Studie til portræt af frøken Emily Sartain, 1895

I 1870 mødte Sartain Mary Cassatt i Philadelphia, og det følgende år rejste de sammen til Paris, London, Parma og Torino. De to kvinder tilbragte den første vinter i Italien og studerede trykketeknik hos Carlo Raimondi, der underviste i gravering på kunstakademiet i Parma. Sartain tilbragte resten af deres fireårs rejse i Paris, hvor hun studerede hos Évariste Vitale Luminais. Hun delte aterlier med Jeanne Rongier; Sartains veninde, Florence Esté arbejde også ind imellem i atelieret. Kvinderne kopierede hinandens arbejder og gav hinanden kritik og opmuntringer. To af Sartains billeder, genremaleriet Le Piece de Conviction (også kendt som The Reproof) og Portræt af Mlle. Del Sarte blev i 1875 optaget i Parisersalonen. Samme år vendte Sartain tilbage til USA, da hun løb tør for penge. Harriet (Hattie) Judd Sartain, gift med Emilys bror Samuel og succesrig homøopatisk læge, havde lånt Emily penge til hendes studier, og Emily mente, at der var større chance for, at Hattie fortsat ville låne hende penge, hvis hun studerede i Philadelphia, hvor omkostningerne var mindre, og hvor der var større chance for, at hun kunne sælge sine værker.

## Karriere

### Indledningen
Sartain etablerede sig med atelier i Philadelphia i 1875, og her lavede hun såvel malerier som grafik. I sin karriere lavede hun kopier af malerier fra spanske og italienske gallerier, portrætter, genremalerier, og hun var den første kvinde, der praktiserede mezzotinte-dybtryk i USA og Europa. Blandt hendes værker var scener fra forskellige tidsperioder forestillende underdanige kvinder med nedslåede øjne som i Italiensk kvinde og The Reproof. Sartain fik sine værker udstillet i byer på den amerikanske østkyst, og hun vandt som den eneste kvinde guldmedalje på Centennial Exhibition (Verdensudstillingen i Philadelphia, 1876) for The Reproof. Hun vandt Mary Smith-prisen for bedste maleri af en kvinde på Philadelphia Academy of Fine Art-udstillingen i 1881 og 1883. Emily Sartain fungerede som kunstnerisk redaktør på avisen Our Continent 1881-1883. Derefter var hun kunstnerisk redaktør på New England Bygones (1883) af Ellen C.H. Rollins. Joseph M. Pennell udtalte, at Sartain var den "eneste uddannede kunstneriske redaktør, jeg har truffet." Sartain udstillede sine værker i Palace of Fine Arts og i Pennsylvania-bygningen ved World's Columbian Exposition 1893 i Chicago, og hun blev udpeget som en af ganske få kvinde rsom dommer ved udstillingen samme sted.
Sartain var en progressiv "New Woman", som sammen med sin svigerinde Hattie Judd Sartain dannede kvindeorganisationen New Century Club. Det menes, at Hattie hjalp hende til at få opgaven med at portrættere de lokale læger Constantin Hering og James Caleb Jackson. Udover at have finansieret hendes uddannelse og været hendes allierede og mentor sad Hattie også model for Emily Sartain.
- The Reproof, 1876
- Studie. Kvindehoved, 1878, olie på lærred
- Portræt af en ung pige, 1893

### Philadelphia School of Design for Women
I 1886 blev hun direktør for kunsthåndværkskolen Philadelphia School of Design for Women, hvor hendes far havde været med i bestyrelsen som vicepræsident i mange år. Det var landets største kunstskole for kvinder, og her var hun ifølge Henry Adams "en banebrydende fortaler for videregående uddannelse for kvinder." Sartain fik indført klasser med tegning af mennesker på skolen, hvor der blev brugt draperede mandlige og nøgne kvindelige modeller, hvilket var usædvanligt for kvindelige studerende på den tid. Hun skabte et professionelt program, der var baseret på teknisk og langvarig oplæring og høje standarder. Kvinderne lærte, hvordan man lavede kunstværker ud fra tredimensionelle og kvindelige former. Hun underviste kvinder, der selv skulle være undervisere i kunst. Med sin indsats hævede hun undervisningen til det niveau, der fandtes på franske kunstakademier og på Pennsylvania Academy of the Fine Arts. Kunsthåndværkskoler for kvinder blev opfattet som leverandører af mindre lødige former for kunst, men Sartain troede på, at god kunst i højere grad kom an på kunstnerens evner end på mediet, og at man skulle anlægge de samme æstetiske principper ved vurderingen af kunsthåndværk som af kunst. Hun var ansvarlig for at få ansat gode lærerkræfter som Robert Henri, Samuel Murray og Daniel Garber på skolen. Sartain blev en etableret, national autoritet for undervisning i kunst og kunst for kvinder i 1890'erne.
Hun blev udstillingsansvarlig, medlem af Kunstjuryen formand for udsmykningskomiteen til Pennsylvania Building og taler om kunstundervisning ved World's Colombian Exposition i Chicago i 1893. I 1897 grundlagde Sartain og Alice Barber Stephens, underviser på skolen, The Plastic Club i Philadelphia. Hun var klubbens præsident for klubben 1899-1903 samt igen i 1904 og 1905. Sartain var også medvirkende til at grundlægge Three Arts Club. Hun talte i London i 1899 ved fagsektionen af International Congress of Women. I 1900 deltog hun i den første internationale konference om undervisning i kunst i Paris. Hun var en af de tre delegerede fra USA det år og igen i 1904 i Bern. Hun skrev en artikel med titlen "Værdien af at oplære kvinder i design", som blev trykt i The New York Times i 1913 Hun stod i spidsen for designskolen til 1919 eller 1920. Hun blev efterfulgt som direktør af sin niece, Harriet Sartain, efter sin pensionering. Harriet var Henrys datter og havde haft ½sin tante som mentor. Sartain modtog æresbevisninger, medaljer og diplomer i anerkendelse af hendes indsats for kunst og undervisning, heriblandt anerkendelse fra London Society of Literature, Science and Art. 
Nina de Angeli Walls skrev:
| Citat | Som Sartains karriere viser, kunne kunstskoler give faglig status inden for et kulturelt område, der hidtil havde været domineret af mænd. Kvindelige kunstnere udnyttede den formelle uddannelse til at imødegå beskyldningerne om amatørisme, de ofte blev mødt med. Det nittende århundredes designskoler var de første institutioner, der tilbød faglige eksamener til kvinder inden for et område som kunstuddannelse, design af stof eller illustrationer til blade, og på den måde åbnede skolerne hidtil ukendte stier mod kvinders økonomiske uafhængighed. | Citat |
|       | |       |

## De sidste år
Da hun blev pensioneret, flyttede Sartain til San Diego, Californien. Som erhvervsaktiv havde hun rejst til Europa de fleste somre, og hun fortsatte med dette i alderdommen. Hun var på besøg i Philadelphia, da hun døde 17. juni 1927..